# Wałentyn Blinder
Wałentyn Illicz Blinder, ukr. Валентин Ілліч Бліндер, ros. Валентин Ильич Блиндер, Walentin Iljicz Blindier (ur. 20 października 1937 w Odessie, zm. 26 sierpnia 2021) – ukraiński piłkarz pochodzenia żydowskiego, grający na pozycji napastnika, trener piłkarski.

## Kariera piłkarska
Wychowanek klubu ZOR Odessa. Pierwszy trener Wołodymyr Onyszczenko. W 1956 rozpoczął karierę piłkarską w wojskowej drużynie SKA Odessa, w którym zakończył karierę piłkarza w roku 1965.
Bronił barw reprezentacji Odessy w międzynarodowych meczach.

## Kariera trenerska
Po zakończeniu kariery piłkarza rozpoczął pracę szkoleniowca. Najpierw pomagał trenować, a w lipcu 1969 roku stał na czele SKA Odessa, którym kierował do końca roku.
Następnie rozpoczął działalność naukową, pracował jako starszy pracownik naukowy w Fizyko-Chemicznym Instytucie Ochrony Środowiska i Ludzi Ministerstwa Edukacji i Nauki i Akademii Nauk Ukrainy. Również łączył swoją pracę ze szkoleniem młodzieży w Szkole Sportowej SKA Odessa, prowadził zespół zakładu „Prodmasz”. Wśród jego wychowanków jest znany piłkarz i trener Łeonid Buriak.

## Sukcesy i odznaczenia

### Sukcesy piłkarskie
SKA Odessa
- wicemistrz Drugiej Grupy Klasy A ZSRR: 1964
- mistrz Ukraińskiej SRR: 1963
- wicemistrz Ukraińskiej SRR: 1961
- brązowy medalista Mistrzostw Ukraińskiej SRR: 1959, 1960

### Sukcesy indywidualne
- został wybrany do listy najlepszych piłkarzy Odessy XX wieku: 2001

### Odznaczenia
- tytuł Mistrza Sportu ZSRR: 1962